# Hans Tvilling
Hans Lennart Tvilling, född Andersson 15 juli 1928 i Bromma församling i Stockholm, är en svensk fotbollsspelare och ishockeyspelare. Han blev världsmästare i ishockey 1953 och OS-bronsmedaljör 1952. Han spelade sammanlagt fyra landskamper i fotboll och 87 i ishockey.
Hans Andersson, som senare bytte efternamn till Tvilling, spelade för Djurgårdens IF. Han är tvillingbror till Stig Tvilling.

## Ishockeymeriter
- Olympiska spel 1956, Cortina, Italien, Fjärde plats
- Världsmästerskap 1955, Köln, Västtyskland, Femte plats
- Världsmästerskap 1954, Stockholm, Sverige, Bronsmedalj
- Världsmästerskap 1953, Zürich, Schweiz, Guldmedalj
- Olympiska spel, Oslo, Norge, 1952 Bronsmedalj
- Världsmästerskap 1951, Paris, Frankrike Silvermedalj
- SM-guld i ishockey 1950, 1954, 1955, 1958.